# Peršaja Liha 2014
La Peršaja Liha 2014 è stata la 24ª edizione della seconda serie del campionato bielorusso di calcio. La stagione è iniziata il 16 aprile 2014 ed è terminata il 22 novembre successivo.

## Stagione

### Novità
Al termine della passata stagione, è salito in massima serie il Dnjapro Mahilëŭ. Sono retrocesse in Druhaja liha SKVIČ Minsk e Polack.
Dalla Vyšėjšaja Liha 2013 è retrocesso lo Slavija-Mazyr. Dalla Druhaja liha sono saliti Homel'želdortrans Homel' e Nëman Masty. Quest'ultima ha rifiutato la promozione per motivi economici ed è stata rimpiazzata dal Zorka-BDU Minsk.
Il Vedryč-97 Rėčyca ha cambiato denominazione in Rėčyca-2014.

### Formula
Le sedici squadre si affrontano due volte, per un totale di trenta giornate.
Le prime due classificate, vengono promosse in Vyšėjšaja Liha 2015. La terza, invece, disputa uno spareggio promozione-retrocessione con l'ultima classificata della Vyšėjšaja Liha 2014. L'ultima, infine, retrocede in Druhaja liha.

## Classifica finale
|  | Pos. | Squadra                  | Pt | G  | V  | N  | P  | GF | GS | DR  |
|  | ---- | ------------------------ | -- | -- | -- | -- | -- | -- | -- | --- |
|  | 1.   | Hranit Mikašėvičy        | 64 | 30 | 19 | 7  | 4  | 46 | 16 | +30 |
|  | 2.   | Slavija-Mazyr            | 60 | 30 | 18 | 6  | 6  | 55 | 38 | +17 |
|  | 3.   | Vicebsk                  | 50 | 30 | 15 | 5  | 10 | 44 | 30 | +14 |
|  | 4.   | Smarhon'                 | 46 | 30 | 13 | 7  | 10 | 42 | 32 | +10 |
|  | 5.   | Rėčyca-2014              | 46 | 30 | 13 | 7  | 10 | 41 | 36 | +5  |
|  | 6.   | Haradzeja                | 45 | 30 | 11 | 12 | 7  | 42 | 26 | +16 |
|  | 7.   | Islač                    | 45 | 30 | 11 | 12 | 7  | 39 | 35 | +4  |
|  | 8.   | Chimik Svetlahorsk       | 43 | 30 | 12 | 7  | 11 | 34 | 36 | -2  |
|  | 9.   | Zorka-BDU Minsk          | 40 | 30 | 12 | 4  | 14 | 50 | 48 | +2  |
|  | 10.  | Smaljavičy-STI           | 40 | 30 | 12 | 4  | 14 | 37 | 41 | -4  |
|  | 11.  | Homel'želdortrans Homel' | 36 | 30 | 9  | 9  | 12 | 33 | 38 | -5  |
|  | 12.  | Bjaroza-2010             | 33 | 30 | 8  | 9  | 13 | 37 | 48 | -11 |
|  | 13.  | Minsk-2                  | 33 | 30 | 9  | 6  | 15 | 41 | 45 | -4  |
|  | 14.  | Lida                     | 31 | 30 | 10 | 1  | 19 | 46 | 64 | -18 |
|  | 15.  | Slonim                   | 30 | 30 | 6  | 12 | 12 | 32 | 50 | -18 |
|  | 16.  | Chvalja Pinsk            | 20 | 30 | 4  | 8  | 18 | 26 | 62 | -36 |

Legenda:
      Promossa in Vyšėjšaja Liha 2015.
   Ammesso allo spareggio promozione-retrocessione.
      Retrocessa nelle Druhaja Liha 2015
Note:
Tre punti a vittoria, uno a pareggio, zero a sconfitta.

## Spareggio promozione-retrocessione
|                 | Risultati |                 | Luogo e data             |
| --------------- | --------- | --------------- | ------------------------ |
| Vicebsk         | 2 - 0     | Dnjapro Mahilëŭ | Vicebsk, 3 dicembre 2014 |
| Dnjapro Mahilëŭ | 1 - 1     | Vicebsk         | Mahilëŭ, 6 dicembre 2014 |
|                 |           |                 |                          |